# Andrei Walerjewitsch Tichonow
Andrei Walerjewitsch Tichonow (russisch Андрей Валерьевич Тихонов; * 16. Oktober 1970 in Kaliningrad, Oblast Moskau) ist ein ehemaliger russischer Fußballspieler und aktueller -trainer.

## Karriere

### Verein
Der Mittelfeldspieler spielte von 1992 bis 2000 für Spartak Moskau und wurde 1999 zum Fußballer des Jahres in Russland gewählt. Von 2000 bis 2004 wurde Tichonow von Krylja Sowetow Samara verpflichtet. Im Jahr 2005 ist er für drei Saisons zum FK Chimki gewechselt. 2008 stand er erneut bei Krylja Sowetow Samara unter Vertrag. Diesen Verein verließ er im Februar 2009 und spielte die Saison 2009 beim kasachischen Erstligisten Lokomotive Astana. 2010 kehrte er zum FK Chimki zurück.

### Nationalmannschaft
Tichonow absolvierte insgesamt 29 Einsätze für die russische Nationalmannschaft und schoss dabei ein Tor.

## Erfolge
- Russischer Fußballer des Jahres: 1996
- Russischer Meister (8-mal): 1992, 1993, 1994, 1996, 1997, 1998, 1999, 2000
- Russischer Pokalsieger (2-mal): 1994, 1998
- GUS-Pokalsieger (5-mal): 1993, 1994, 1995, 1999, 2000